# Girincs
Girincs is een plaats (község) en gemeente in het Hongaarse comitaat Borsod-Abaúj-Zemplén. Girincs telt 815 inwoners (2001).